# بن إتش. وينترز
بن إتش. وينترز (بالإنجليزية: Ben H. Winters)‏ (14 يونيو 1976 في الولايات المتحدة)؛ كاتِب ومؤلِّف، مُتخصِّص في أدب الأطفال، صحفي، كاتب مسرحي وروائي أمريكي. درس في جامعة واشنطن في سانت لويس.

## روابط خارجية
- بن إتش. وينترز على موقع IMDb (الإنجليزية)
- بن إتش. وينترز على موقع ميوزك برينز (الإنجليزية)